# Amadora
Amadora là một huyện thuộc tỉnh Lisboa, Bồ Đào Nha. Huyện này có diện tích 24 km², dân số thời điểm năm 2001 là 175872 người.
Một trong những cộng đồng huyện lớn nhất ở Bồ Đào Nha, Amadora tạo thành một liên hợp với Lisbon, chia sẻ cùng một mạng lưới tàu điện ngầm, xe buýt và tàu hỏa. Nó được thống trị bởi khối nhà chung cư lớn, khu thương mại, khu công nghiệp và một số trụ sở của các công ty quốc tế.